# ناحیه بیر گروو، شهرستان فایت، ایلینوی
ناحیه بیر گروو (به انگلیسی: Bear Grove Township) یک منطقهٔ مسکونی در ایالات متحده آمریکا است که در شهرستان فایتی، ایلینوی واقع شده‌است. ناحیه بیر گروو ۱۶۰ متر بالاتر از سطح دریا واقع شده‌است.